# Кубок Европейской конфедерации волейбола среди женщин 1988/1989
9-й розыгрыш Кубка Европейской конфедерации волейбола (ЕКВ) среди женщин проходил с 5 ноября 1988 по 12 февраля 1989 года с участием 27 клубных команд из 19 стран-членов Европейской конфедерации волейбола. Победителем турнира во 2-й раз в своей истории стала итальянская команда «Бралья Кучине» (Реджо-нель-Эмилия).

## Команды-участницы
| Страна       | Команда                             |
| ------------ | ----------------------------------- |
| Австрия      | «Гунтрамсдорф» (Гунтрамсдорф)       |
| Бельгия      | «Темсе» (Темсе)                     |
| Болгария     | «Электрон» (Плевен)                 |
| Венгрия      | «Будапешт ВСК» (Будапешт)           |
| Венгрия      | «Вашаш» (Будапешт)                  |
| Греция       | «Зириниос» (Кифисья)                |
| Греция       | «Ионикос» (Неа-Филаделфия)          |
| Израиль      | «Беэр-Шева» (Беэр-Шева)             |
| Израиль      | «Хапоэль» (Эйн-ха-Хореш)            |
| Испания      | «Аперитивос-Медина» (Мадрид)        |
| Италия       | «Бралья Кучине» (Реджо-нель-Эмилия) |
| Италия       | «ЧИВ э ЧИВ» (Модена)                |
| Кипр         | АПОЭЛ (Никосия)                     |
| Кипр         | «Пезопорикос» (Ларнака)             |
| Люксембург   | «Олимпик» (Люксембург)              |
| Нидерланды   | «Ауд-Бейерланд» (Ауд-Бейерланд)     |
| Португалия   | «Вила-Реал» (Вила-Реал)             |
| Португалия   | «Флувитал-Портуэнсе» (Порту)        |
| Турция       | «Милангаз» (Стамбул)                |
| Турция       | «Эмлякбанк» (Анкара)                |
| Франция      | «Кламар» (Кламар)                   |
| Франция      | «Стад Франсэ» (Париж)               |
| ФРГ          | «Шверте» (Шверте)                   |
| Чехословакия | «Славия» (Прага)                    |
| Швейцария    | «Женев-Элит» (Женева)               |
| Швеция       | «Уппсала Студентерс» (Уппсала)      |
| Югославия    | «Младост» (Загреб)                  |
| Югославия    | «Црвена Звезда» (Белград)           |

## Система проведения розыгрыша
Во всех стадиях турнира применяется система плей-офф, то есть команды делятся на пары и проводят между собой по два матча с разъездами. Победителем пары выходит команда, одержавшая две победы. В случае равенства побед победителем становится команда, имеющая лучшее соотношение партий по сумме обоих матчей. В случае равенства и этого показателя в дальнейшую стадию плей-офф выходит команда, имеющая лучшее соотношение игровых очков (мячей) по сумме матчей.
8 команд-участниц четвертьфинала плей-офф определяют четырёх участников финального этапа.
Финальный этап состоит из предварительного раунда, полуфинала и двух финалов (за 3-е и 1-е места). Пары предварительного раунда определяются жеребьёвкой. Победители пар в полуфинальных матчах против проигравших определяют участников финала. 

## 1/16 финала
ноябрь 1988
 «Бралья Кучине» (Реджо-нель-Эмилия) —  АПОЭ (Никосия)
Отказ АПОЭЛа.
 «Беэр-Шева» —  «Эмлякбанк» (Анкара)
7 ноября. 0:3 (4:15, 4:15, 4:15).
12 ноября. 0:3.
 «Зириниос» (Кифисья) —  «Электрон» (Плевен)
6 ноября. 0:3.
13 ноября. 0:3.
 «Кламар» —  «Вила-Реал»
11 ноября. 3:0.
13 ноября. 3:0.
 «Славия» (Прага) свободна от игр.
 «Црвена Звезда» (Белград) —  «Милангаз» (Стамбул)
6 ноября. 0:3.
13 ноября. 0:3.
 «Хапоэль» (Эйн-ха-Хореш) —  «Вашаш» (Будапешт)
7 ноября. 0:3.
13 ноября. 0:3.
 «Флувитал-Портуэнсе» (Порту) —  «Пезопорикос» (Ларнака)
6 ноября. 3:0.
12 ноября. 3:2.
 «Шверте» —  «Женев-Элит» (Женева)
6 ноября. 3:0 (15:7, 15:3, 17:15).
13 ноября. 3:1 (11:15, 15:7, 15:13, 15:5).
 «Гунтрамсдорф» —  «Стад Франсэ» (Париж)
6 ноября. 2:3 (6:15, 15:8, 18:16, 12:15, 10:15).
13 ноября. 3:1.
 «Ауд-Бейерланд» —  «ЧИВ э ЧИВ» (Модена)
12 ноября. 0:3.
13 ноября. 0:3.
 «Ионикос» (Неа-Филаделфия) свободен от игр.
 «Младост» (Загреб) —  «Уппсала Студентерс» (Уппсала)
5 ноября. 3:0.
12 ноября. 3:0.
 «Олимпик» (Люксембург) свободен от игр.
 «Темсе» —  «Аперитивос-Медина» (Мадрид)
5 ноября. 3:0 (15:13, 15:11, 15:9).
11 ноября. 3:1 (15:10, 15:9, 8:15, 17:15).
 «Будапешт ВСК» свободен от игр.

## 1/8 финала
декабрь 1988
 «Бралья Кучине» (Реджо-нель-Эмилия) —  «Эмлякбанк» (Анкара)
.. декабря. 3:0.
.. декабря. 3:0.
 «Электрон» (Плевен) —  «Кламар»
3 декабря. 3:0 (15:9, 15:10, 15:3).
.. декабря. 3:0.
 «Славия» (Прага) —  «Милангаз» (Стамбул)
3 декабря. 3:0 (15:2, 15:6, 15:8).
10 декабря. 2:3 (15:11, 12:15, 11:15, 17:16, 12:15).
 «Флувитал-Портуэнсе» (Порту) —  «Вашаш» (Будапешт)
3 декабря. 0:3.
11 декабря. 0:3.
 «Шверте» —  «Гунтрамсдорф»
3 декабря. 3:0.
10 декабря. 3:0.
 «Ионикос» (Неа-Филаделфия) —  «ЧИВ э ЧИВ» (Модена)
4 декабря. 0:3.
11 декабря. 0:3.
 «Младост» (Загреб) —  «Олимпик» (Люксембург)
3 декабря. 3:0.
11 декабря. 3:0.
 «Темсе» —  «Будапешт ВСК»
3 декабря. 3:1.
10 декабря. 3:1 (17:15, 15:4, 12:15, 15:6).

## Четвертьфинал
январь 1989
 «Бралья Кучине» (Реджо-нель-Эмилия) —  «Электрон» (Плевен)
.. января. 3:0 (15:9, 15:8, 15:11).
.. января. 3:2.
 «Вашаш» (Будапешт) —  «Славия» (Прага)
10 января. 0:3 (5:15, 12:15, 10:15).
18 января. 0:3 (4:15, 2:15, 9:15).
 «Шверте» —  «ЧИВ э ЧИВ» (Модена)
17 января. 3:1.
18 января. 3:2.
 «Темсе» —  «Младост» (Загреб)
10 января. 1:3 (11:15, 15:12, 12:15, 11:15).
17 января. 0:3.

## Финал четырёх
10—12 февраля 1989.  Бурса.
Участники:
 «Бралья Кучине» (Реджо-нель-Эмилия)

 «Шверте» (Шверте)

 «Славия» (Прага)

 «Младост» (Загреб)

### Предварительный раунд
10 февраля
 «Славия» —  «Шверте»
3:0 (15:11, 15:8, 15:9).
 «Бралья Кучине» —  «Младост»
3:1 (8:15, 15:13, 15:10, 15:13).

### Полуфинал
11 февраля
 «Бралья Кучине» —  «Шверте»
3:0 (15:6, 15:9, 16:14).
 «Славия» —  «Младост»
3:1 (15:11, 11:15, 15:10, 17:15).

### Матч за 3-е место
12 февраля
 «Шверте» —  «Младост»
3:2 (8:15, 13:15, 15:9, 15:2, 15:12).

### Финал
12 февраля
 «Бралья Кучине» —  «Славия»
3:0 (15:6, 15:9, 16:14).

### Итоги

#### Положение команд
| «Бралья Кучине» (Реджо-нель-Эмилия) |
| «Славия» (Прага)                    |
| «Шверте» (Шверте)                   |
| 4. «Младост» (Загреб)               |